# Dan Bahat
Dan Bahat (en hebreo: דן בהט‎, n. 1938) es un arqueólogo israelí conocido por sus excavaciones en Jerusalén, especialmente en los túneles del Muro Occidental. 
Bahat nació en Polonia, hijo de padres ciudadanos de Palestina británica. La familia se mudó a Tel Aviv en 1939 y reibieron la ciudadanía israelí en 1948. Sirvió en las Fuerzas de Defensa de Israel desde 1956 hasta 1958. En 1964 obtuvo su título en arqueología e historia judía en la Universidad Hebrea de Jerusalén. Terminó su maestría en 1978. En 1990 obtuvo el doctorado de la Universidad Hebrea sobre el tema "Topografía y Toponimia de la Jerusalén Cruzada" bajo la supervisión de Joshua Prawer. 
Enseñó hasta el 2004 en la Universidad Bar Ilan de Israel. Actualmente enseña en St. Michael College, Universidad de Toronto, Canadá. Entre 1963 y 1990 fue empleado del Departamento de Antigüedades del Ministerio de Cultura y Educación del Gobierno de Israel, ocupando entre otros cargos el de arqueólogo del distrito de Jerusalén. 
En enero de 1992, Dan Bahat publicó el hallazgo arqueológico de la Autoridad de Antigüedades: la piedra de sillar más grande encontrada hasta la fecha en Israel y el tercer bloque de piedra más grande del mundo utilizado en una construcción. La piedra está ubicada entre 10 y 12 metros por encima de la base del Muro Occidental, mide 13,6 metros de longitud, 4,6 metros de profundidad, 3,5 metros de altura, y se estima que pesa aproximadamente 517 toneladas.

## Libros
- Dan Bahat (1976). Twenty Centuries of Jewish Life in the Holy Land: The Forgotten Generations. The Israel Economist.
- Dan Bahat (1990). The Illustrated Atlas of Jerusalem. Simon & Schuster. ISBN 978-0134516424.
- Dan Bahat (2002). The Western Wall Tunnels: Touching The Stones of Our Heritage. Israel MOD/The Western Wall Heritage Foundation. ISBN 978-9650512071.
- Dan Bahat (2004). The Atlas of Biblical Jerusalem. Carta. ISBN 978-0134516424.
- Dan Bahat and Chaim T. Rubinstein (2011). The Carta Jerusalem Atlas (formerly: Illustrated Atlas of Jerusalem). Carta, the Israel Map & Pub Co Ltd. ISBN 978-9652208071.
- Dan Bahat (2013). The Jerusalem western wall tunnel. Israel Exploration Society. ISBN 978-965-221-091-3.